# Nurallao
Nurallao (en sard, Nuradda) és un municipi italià, dins de la província de Sardenya del Sud. L'any 2007 tenia 1.431 habitants. Es troba a la regió de Sarcidano. Limita amb els municipis d'Isili, Laconi (OR) i Nuragus.

## Administració
| Període | Identitat       | Partit        |
| ------- | --------------- | ------------- |
| 2006-   | Salvatore Manca | Llista cívica |